# Stelios Halkias
Stelios Halkias (griechisch Στέλιος Χαλκιάς, * 11. April 1980 in Thessaloniki) ist ein griechischer Schachspieler.
Er spielte für Griechenland bei neun Schacholympiaden: 2000 bis 2016. Außerdem nahm er an acht europäischen Mannschaftsmeisterschaften (2001 bis 2013 und 2017) und an der Mannschaftsweltmeisterschaft (2010) teil.
Beim Schach-Weltpokal 2011 in Chanty-Mansijsk scheiterte er in der ersten Runde an Alexander Morosewitsch. Halkias gewann 2015 das Großmeisterturnier zu Lev Gutmans 70. Geburtstag. Im selben Jahr gewann er das Schachfestival Bad Wörishofen.
In Deutschland spielte er für die Sportfreunde Katernberg (2007/08 bis 2009/10).
Im Jahre 1998 wurde ihm der Titel Internationaler Meister (IM) verliehen. Der Großmeister-Titel (GM) wurde ihm 2002 verliehen.
| Hier fehlt eine Grafik, die leider im Moment aus technischen Gründen nicht angezeigt werden kann. Wir arbeiten daran! |